# Vally
Vally eller Wally är ett namn som kan bäras av både män och kvinnor. I Sverige finns det 390 kvinnor med namnet, av vilka 200 bär det som tilltalsnamn. 4 män heter Vally, 2 av dessa har det som tilltalsnamn.
Fram till 1993 hade namnet namnsdag den 14 februari i Sverige.